# Херман III фон Байхлинген
Херман III фон Байхлинген (на немски: Hermann III von Beichlingen, Herr zu OberSachsenburg; † сл. 1377/1378) е граф на Байхлинген, господар на Обер-Заксенбург в Тюрингия.
Той е син на граф Фридрих VII (X) фон Байхлинген († 1342/1343) и съпругата му София фон Орламюнде († сл. 1354), дъщеря на граф Херман IV фон Орламюнде-Ваймар († 1319) и графиня Мехтилд фон Рабенсвалд († сл. 1338). Брат е на граф Хайнрих IV фон Байхлинген († 1386).
Чрез женитба замъкът Обер Заксенбург принадлежи от 1335 до 1407 г. на графовете Байхлинген.

## Фамилия
Херман III фон Байхлинген-Заксенбург се жени пр. 14 юли 1352 г. за Агнес фон Шлюселберг († 17 август 1354), вдовица на 	фогт Хайнрих IV фон Плауен-Мюлтроф 'Млади' († 1348), дъщеря на Конрад II/III фон Шлюселберг († 1347) и Елизабет. Те имат един син:
- Фридрих VIII фон Байхлинген 'Стари', господар на Обер-Заксенбург († 1390), женен сл. 18 февруари 1379 г. за Аделхайд фон Хонщайн († сл. 1405), вдовица на херцог и принц Албрехт I (II) фон Мекленбург-Шверин († 1379) († 1379), дъщеря на граф Улрих III фон Хонщайн-Келбра-Морунген († 1414) и принцеса Агнес фон Брауншвайг-Люнебург († 1394).